# 马克斯·伊斯特曼

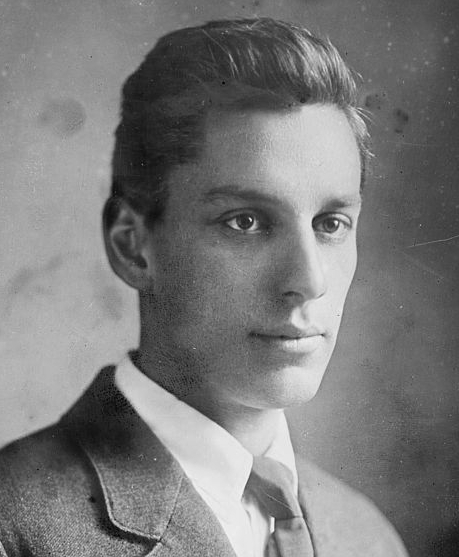
马克斯·伊斯特曼

马克斯·福睿斯特·伊斯特曼（英語：Max Forrester Eastman，1883年1月4日—1969年3月25日），美国作家、诗人、知名政治活动家，写作内容涉及文学、哲学和社会学。在纽约读研期间接触到格林威治村的激进派人士，开始支持社会主义，是哈莱姆文艺复兴运动的主要恩主，为倡议许多自由、激进的思想活进行社会活动。他曾是《群众》期刊的编辑。1917年，他与其胞姐克里斯特尔·伊斯特曼一起，创办了政治、艺术向的激进期刊《解放者》。
1922年秋至1924年夏，伊斯特曼旅居苏联，目睹托洛茨基与斯大林之间的权力斗争，也见证了斯大林最终突然夺权。作为大清洗与苏维埃极权主义的见证者，他先对斯大林主义，后又进而对广义上的共产主义与社会主义都进行了激烈批判，转而提倡伊自由市场经济模式，反对共产主义，虽然他依然保留了无神论的观点。1955年，他出版了《对社会主义失败的反思》一书，虽然后期他的文章多见于《国民评论》等趋于保守的刊物，但其思想一直保持独立，比如，在1960年代，他就早于大多数人就越南战争一事公开抨击美国。
伊斯特曼离开苏联时，将《列宁遗嘱》的副本带出苏联。1927年一回到美国之后，他改变了观点，开始激烈批判社会主义和共产主义及斯大林体制。伊斯特曼妻子的哥哥为老布尔什维克尼古拉·瓦西里耶维奇·克雷连科。